# Wachterschlößle (Memmingerberg)
Das sogenannte Wachterschlößle ist ein ehemaliger Landsitz, der in der Zeit von 1520 bis 1542 errichtet wurde. Es befindet sich in Memmingerberg, einer Gemeinde im Landkreis Unterallgäu, Bayern. Das denkmalgeschützte Gebäude wurde für den Memminger Bürgermeister Hans Keller errichtet. Das Schloss ist ein dreigeschossiger Satteldachbau, dessen Geschosse durch profilierte Gesimse geteilt sind. Ehemals befanden sich stichbogige Fenster im Gebäude, diese wurden durch moderne Fenster ersetzt. Der Anbau an der Nordseite des Schlosses ist modernen Ursprungs.